# Calyptra imperialis
Calyptra imperialis är en fjärilsart som beskrevs av Karl Grünberg 1910. Calyptra imperialis ingår i släktet Calyptra och familjen nattflyn. Inga underarter finns listade i Catalogue of Life.